# Мачевка
Мачевка — река в России, протекает по Череповецкому району Вологодской области. Исток реки находится к северу от деревни Мачево. Протекает у деревни Старики. Устье реки находится в 42 км по правому берегу реки Большой Юг, между деревнями Байново и Верховье. Длина реки составляет 11 км.

## Данные водного реестра
По данным государственного водного реестра России относится к Верхневолжскому бассейновому округу, водохозяйственный участок реки — Рыбинское водохранилище до Рыбинского гидроузла и впадающие в него реки, без рек Молога, Суда и Шексна от истока до Шекснинского гидроузла, речной подбассейн реки — Реки бассейна Рыбинского водохранилища. Речной бассейн реки — (Верхняя) Волга до Куйбышевского водохранилища (без бассейна Оки).
Код объекта в государственном водном реестре — 08010200412110000009632.